# Слънчева маса
Слънчева маса (M☉) е стандартна мерна единица за маса в астрономията, равна на приблизително 1.99 × 1030 килограма. Използва се за изразяване на масите на други звезди, а също и звездни купове, мъглявини, галактики и други. Равна е на масата на Слънцето, или около два нонилиона килограма:
M☉ = (1.98855 ± 0.00025)×1030 kg
Горната маса е около 332 946 пъти по-голяма от тази на Земята (M⊕) или 1048 пъти по-голяма от тази на Юпитер (MJ).
Тъй като Земята следва елиптична орбита около Слънцето, неговата маса може да бъде изчислена от уравнението за орбитален период на малко тяло, обикалящо около централна маса. Според продължителността на годината, разстоянието от Земята до Слънцето (AU) и гравитационната константа (G), масата на Слънцето е:
{\displaystyle M_{\odot }={\frac {4\pi ^{2}\times (1\,\mathrm {AU} )^{3}}{G\times (1\,\mathrm {yr} )^{2}}}}
Стойността на гравитационната константа е изведена за пръв път от измервания, направени от Хенри Кавендиш през 1798 г. Величината, която той определя се различава едва с 1% от съвременна стойност. Дневният паралакс на Слънцето е точно измерено по време на преминаванията на Венера през 1761 г. и 1769 г., давайки резултат от 9″ (9 арксекунди, в сравнение с днешната стойност от 8,794148″). От стойността на дневния паралакс може да се определи разстоянието до Слънцето чрез геометрията на Земята.
Първият човек, направил оценка на масата на Слънцето е Исак Нютон. В неговия труд Математически начала на натурфилософията (1687), той преценява, че съотношението на масата на Земята към масата на Слънцето е около 1/28 700. По-късно той определя, че неговата стойност се основава на грешна стойност за слънчевия паралакс, който използва, за да прецени разстоянието до Слънцето. Той поправя оценката на съотношението на 1/169 282 в третото издание на книгата. Настоящата стойност за слънчевия паралакс е по-малка и дава оценка за съотношението на масите от 1/332 946.
Като единица за измерване, слънчевата маса влиза в употреба преди астрономическата единица (AU) и гравитационната константа да бъдат прецизно измерени. Това е така, защото относителната маса на друга планета в Слънчевата система или комбинираната маса на две двойни звезди може да бъде изчислена в слънчеви маси директно от орбиталния радиус и орбиталния период на планетата или звездите, използвайки третия закон на Кеплер, при условие че орбиталният радиус е измерен в астрономически единици, а орбиталният период е измерен в години.
Масата на Слънцето намалява откакто то е било образувано. Това се случва чрез два процеса и в почти равни количества. Първо, в ядрото на Слънцето водород се превръща в хелий чрез термоядрена реакция, а тази реакция преобразува част от масата в енергия под формата на фотони гама-радиация. Повечето от тази енергия накрая бива излъчвана от Слънцето. Второ, високоенергийни протони и електрони в атмосферата на Слънцето се изхвърлят директно в космоса под формата на слънчев вятър.
Първоначалната маса на Слънцето, когато то е достигнало главна последователност, все още е под съмнение. Младото Слънце е имало много по-бърз темп на загуби на маса, отколкото сега, и може би е загубило 1 – 7% от първоначалната си маса по време на живота си през главна последователност. Слънето трупа много малко количество маса чрез сблъсъци с астероиди и комети. Все пак, тъй като Слънцето съдържа 99,86% от масата на Слънчевата система, тези удари не могат да компенсиран загубите в маса от радиация и изхвърляне.

## Сродни мерни единици
Една слънчева маса, M☉, може да бъде преобразувана в някоя от сродните мерни единици:
- 27 068 510 ML (лунна маса)
- 332 946 M⊕ (земна маса)
- 1047,56 MJ (юпитерова маса)
- 1988,55 йотатона

Също така често в общата относителност е удобно масата да се изразява в мерни единици за дължина или време.
- M☉ G / c2 ≈ 1.48 km (половината гравитационен радиус на Слънцето)
- M☉ G / c3 ≈ 4.93 μs